# Holomitrium lepervanchei
Holomitrium lepervanchei är en bladmossart som beskrevs av Thériot 1924. Holomitrium lepervanchei ingår i släktet Holomitrium och familjen Dicranaceae. Inga underarter finns listade i Catalogue of Life.